# Diamonds Are a Girl’s Best Friend
Diamonds Are a Girl’s Best Friend ist ein Lied von 1949 aus dem Broadway-Musical Blondinen bevorzugt (engl. Originaltitel Gentlemen Prefer Blondes). Der Song wurde von Jule Styne komponiert, Leo Robin schrieb den Text und Carol Channing sang ihn in der Rolle der Lorelei Lee seit der Uraufführung auf der Bühne. Das Stück wurde 1953, ebenfalls unter dem Titel Blondinen bevorzugt, von Howard Hawks verfilmt. In der Musical-Verfilmung wurde Diamonds Are a Girl’s Best Friend von Marilyn Monroe als Lorelei gesungen.

## Entstehung
Die Textgrundlage zum Musical schrieb Joseph Fields zusammen mit Anita Loos, von der die Romanvorlage Gentlemen Prefer Blondes aus dem Jahr 1925 stammte. Loos’ Roman wurde bereits 1926 als Schauspielstück auf die Bühne gebracht und 1928 von Malcolm St. Clair in dem mittlerweile verschollenen Stummfilm Gentlemen Prefer Blondes umgesetzt. Die Uraufführung des Musicals fand 1949 im Ziegfeld Theatre in New York City statt. Eine Neubearbeitung des Musicals mit dem Titel Lorelei (Untertitel: Gentlemen Still Prefer Blondes), erfolgte 1974. Carol Channing übernahm auch hier die Hauptrolle. Neben den ursprünglichen Liedern wurden hierfür auch weitere Stücke komponiert.

## Inhalt
Lorelei wünscht sich einen Mann, der ihr Juwelen schenkt. Auch ein Handkuss kann Diamanten nicht ersetzen, mit denen man die Miete bezahlen und sich schöne Dinge leisten kann. Und wenn man alt wird, an Attraktivität verliert, die Männer verarmen oder zu ihren Gattinnen zurückkehren, bleiben einem immer noch die teuren Edelsteine. Deshalb kümmere man sich rechtzeitig um Reichtum. Wenn einem dies gelungen ist, könne man im Alter, mit steifem Rücken und steifen Knien immer noch erhobenen Hauptes zu Tiffanys gehen. Daher seien Diamanten die besten Freunde einer jungen Frau.

## Musical-Version
Ebenso wie der Roman spielt das Musical in den 1920er Jahren im typischen Charlestonstil. Carol Channing ist in der Rolle der Lorelei Lee als Sexbombe zu sehen, aber mit deutlich ironischen Zügen, im Stil einer Flapper. Channing wurde mit dieser Rolle zum Star und durch den Erfolg des Liedes hatte sie neben der Bühne auch zahlreiche Fernsehauftritte. So war sie 1953 in Milton Berles The Buick Berle Show auf NBC zu sehen und 1956 erfolgte ein Auftritt in The Rosemary Clooney Show. 1980 parodierte Channing dann das Lied in der Muppet Show (Folge 423) im Duett mit Miss Piggy.
Das erfolgreiche Lied wurde bereits 1950 von Ethel Merman nachgesungen, die den Song auf Schallplatte aufnahm. Rich Little parodierte das Lied 1999 in der Sitcom Die Nanny und imitierte Channings Gesang.

## Filmversion
1953 wurde das Musical unter der Regie von Howard Hawks mit dem Titel Blondinen bevorzugt verfilmt. In den Hauptrollen sind Marilyn Monroe als Lorelei und Jane Russell als Dorothy zu sehen. Der Film spielt im Gegensatz zum Musical in den 1950er Jahren. Für die Filmmusik wurden die Original-Lieder übernommen, jedoch von den ausführenden Musikmachern Leigh Harline, Lionel Newman, Hal Schaefer und Herbert W. Spencer leicht modifiziert. So wurde zu Diamonds Are a Girl’s Best Friend am Anfang des Liedes noch zusätzlich eine Orchestermelodie und eine Reihe von gesungenen „No“ hinzugefügt. Monroe benötigte in zwei Passagen Unterstützung von der Sopranistin Marni Nixon. Die Textzeile „These rocks don’t lose their shape, diamonds are a girl’s best friend“ und die mehreren hohen „No“ am Anfang des Liedes wurden von Nixon synchronisiert. Am Ende des Films sang Filmpartnerin Jane Russell als Lorelei verkleidet den Song noch einmal in der Szene im Gerichtssaal.
Marilyn Monroe trug das Lied 1954 auch mehrere Male während ihrer USO-Konzerttournee für die Soldaten der 3. US-Infanteriedivision in Südkorea vor.

## Arrangements (Auswahl)

### Coverversionen
Der Erfolg des Films machte die Songszene sowie das rote Filmset mit Monroes pinkfarbenem von William Travilla entworfenem Kleid weltberühmt. Das American Film Institute wählte den Song im Jahr 2004 auf Platz 12 der 100 besten Filmsongs Amerikas. Monroes Interpretation von Diamonds Are a Girl’s Best Friend wurde von mehreren Künstlern und Bands gecovert:
- Kylie Minogue sang das Lied erstmals im Jahr 1995. 1999 erfolgte von ihr eine Darbietung als Monroe kostümiert zur Eröffnung der australischen Studios von 20th Century Fox. Im Jahr 2007 brachte sie eine weitere Version für ihren Dokumentarfilm White Diamond: A Personal Portrait of Kylie Minogue heraus.
- Anna Nicole Smith nahm das Lied 1998 auf. Die Single erreichte die Top 100 der französischen Dance-Charts. 2004 war sie als Monroe kostümiert in der Anti-Pelz-Kampagne Gentlemen Prefer Fur-Free Blondes für PETA zu sehen.[8]
- Im Jahr 2000 wurde eine Gothic-Rock-Version von der britischen Poprockband Rosetta Stone auf dem Sample-Album This Is Goth! unter dem Titel Rosetta Stone vs. Marilyn Monroe – Diamonds Are a Girl’s Best Friend veröffentlicht.[9]
- Das Musikprojekt The Swing Cats, das von Slim Jim Phantom und Lee Rocker von der Band The Stray Cats sowie Danny B. Harvey (von The Head Cat, Lonesome Spurs und The Rockats) gegründet wurde, produzierte eine Rockabilly-Version von Diamonds Are a Girl’s Best Friend. Monroes Stimme wurde mit Swing- und Rockabilly-Sound unterlegt.[10] Diese Version wurde 2010 in abgeänderter Form im Film Burlesque verwendet. Kristen Bell und Julianne Hough sangen dazu Playback, Christina Aguilera beendete das Lied mit ihrer eigenen Stimme.
- 2012 spielte Blake Lively in der 100. Folge von Gossip Girl in einer Traumsequenz Marilyn Monroe und singt Diamonds Are a Girl’s Best Friend.[11]
- Marilyn Monroes Version erfuhr außerdem noch mehrere Parodien, wie z. B. 1993 von Jennifer Saunders und Dawn French, die als Monroe und Russell verkleidet im BBC-Special Gentlemen Prefer French & Saunders das Musikstück nachahmten. Auch beispielsweise in der Zeichentrickserie Hey Arnold! wurde Monroes Darbietung karikiert.
- Erwähnenswert ist auch das Lied Material Girl von Madonna aus dem Jahr 1984, das im Musikvideo das Szenenbild und die Kostüme von Diamonds Are a Girl’s Best Friend übernimmt.

### „Sparkling Diamonds“
Eine neue Version von Diamonds Are a Girl’s Best Friend wurde 2001 im Film Moulin Rouge von Nicole Kidman unter dem Titel Sparkling Diamonds gesungen. Regisseur Baz Luhrmann wählte den neuen Titel und Craig Armstrong produzierte das Lied mit teilweise verändertem Text. Manche Wörter wurden ersetzt, damit der Liedtext zur Filmhandlung und in die Zeit um 1900, in der der Film angelegt ist, passt. Des Weiteren wurde aus Madonnas Lied Material Girl die Text- und Musikpassage „'Cause we are living in a material world and I am a material girl“ übernommen.
Sparkling Diamonds wurde 2013 von den Darstellerinnen in der Fernsehserie Glee in der Folge Girls (and Boys) On Film nachgesungen.

### Weitere Versionen
- 1958: Lena Horne, Album Give the Lady What She Wants[12]
- 1960: Della Reese, Album Della Della Cha Cha Cha[13]
- 1961: Julie London, Album Whatever Julie Wants[14]
- 1962: Eartha Kitt, Album Bad But Beautiful[15]
- 1983: Emmylou Harris, Album White Shoes (Country-Rock-Version)[16]
- 1991: Thalía, Auftritt im spanischen Fernsehen[17]
- 2006: T-Bone Burnett, Album Twenty Twenty: The Essential T Bone Burnett (Rock-Version)[18]
- 2007: Beyoncé, Werbevideo von Jake Nava für das Parfüm Diamonds von Emporio Armani[19]
- 2007: Nicole Scherzinger für die CBS-Sendung Movies Rock[20]
- 2011: The Puppini Sisters, Album Hollywood[21]
- 2013: Anne Ducros, Album Either way: from Marilyn to Ella
- 2014: Shirley Bassey und Paloma Faith, Album Hello Like Before
- 2020: Megan Thee Stallion und Normani, Rap-Version für den Film Birds of Prey: The Emancipation of Harley Quinn